# فورساند
فورساند (به لاتین: Forsand) یک منطقهٔ مسکونی در نروژ است که در روگالاند واقع شده‌است. فورساند ۷۸۰٫۰۶ کیلومتر مربع مساحت و ۱٬۲۴۵ نفر جمعیت دارد.